# Guldriz (Lugo)
Guldriz (llamada oficialmente Santiago de Guldriz) es una parroquia española del municipio de Friol, en la provincia de Lugo, Galicia.

## Organización territorial
La parroquia está formada por siete entidades de población, constando seis de ellas en el nomenclátor del Instituto Nacional de Estadística español:
- Abelleira (A Abelleira)
- As Veigas
- Boleta (A Boleta)
- Guldriz de Abaixo
- Guldriz de Arriba
- Leboreira (A Leboreira)
- Seixalbo

## Demografía
| Gráfica de evolución demográfica de Guldriz entre 2000 y 2019 |
|                                                               |
| Datos según el nomenclátor publicado por el INE.              |